# Індіана (округ, Пенсільванія)
Шаблон:StateAbbr_ 40°39′ пн. ш. 79°05′ зх. д. / 40.65° пн. ш. 79.09° зх. д.
Округ  Індіана (англ. Indiana County) — округ (графство) у штаті  Пенсільванія, США. Ідентифікатор округу 42063.

## Історія
Округ утворений 1806 року.

## Демографія
За даними перепису 
2000 року 
загальне населення округу становило 89605 осіб, зокрема міського населення було 34062, а сільського — 55543.
Серед мешканців округу чоловіків було 43422, а жінок — 46183. В окрузі було 34123 домогосподарства, 22517 родин, які мешкали в 37250 будинках.
Середній розмір родини становив 2,99.
Віковий розподіл населення поданий у таблиці:
| Стать    | До 15 років | 15-21 | 22-29 | 30-39 | 40-49 | 50-65 | 65-85 | Понад 85 |
| -------- | ----------- | ----- | ----- | ----- | ----- | ----- | ----- | -------- |
| Чоловіки | 7838        | 6540  | 4770  | 5436  | 6595  | 6838  | 4905  | 500      |
| Жінки    | 7319        | 7428  | 4558  | 5439  | 6552  | 6969  | 6791  | 1127     |

## Суміжні округи
- Джефферсон — північ
- Клірфілд — північний схід
- Кембрія — південний схід
- Вестморленд — південь
- Армстронг — захід

## Виноски
1. ↑  U.S. Decennial Census. United States Census Bureau. Архів оригіналу за 26 квітня 2015. Процитовано 16 жовтня 2018.
2. ↑  Historical Census Browser. University of Virginia Library. Архів оригіналу за 11 серпня 2012. Процитовано 16 жовтня 2018.
3. ↑  Forstall, Richard L., ред. (24 березня 1995). Population of Counties by Decennial Census: 1900 to 1990. United States Census Bureau. Архів оригіналу за 20 березня 2015. Процитовано 16 жовтня 2018.
4. ↑  Census 2000 PHC-T-4. Ranking Tables for Counties: 1990 and 2000 (PDF). United States Census Bureau. 2 квітня 2001. Архів оригіналу (PDF) за 18 грудня 2014. Процитовано 6 березня 2015.
5. ↑  State & County QuickFacts. United States Census Bureau. Архів оригіналу за 6 червня 2011. Процитовано 17 листопада 2013. [Архівовано 2011-06-06 у Wayback Machine.](англ.) Наведено за англійською вікіпедією.
6. ↑  American FactFinder. Бюро перепису населення США. Архів оригіналу за 26 лютого 2012. Процитовано 31 січня 2008. [Архівовано 2008-05-21 у Wayback Machine.]

| США | Це незавершена стаття з географії США. Ви можете допомогти проєкту, виправивши або дописавши її. |